# Roses in the Snow
Roses in the Snow es el octavo álbum de estudio de la cantante estadounidense Emmylou Harris, publicado por la compañía discográfica Warner Bros. Records en mayo de 1980. Mientras que su anterior trabajo, Blue Kentucky Girl, incluyó canciones inéritas al country tradicionales, Roses in the Snow presentó música inspirada en géneros como el bluegrass, con material de Flatt and Scruggs, Paul Simon, The Carter Family y Johnny Cash. Cash, Dolly Parton, Linda Ronstadt, Ricky Skaggs y Tony Rice colaboraron en la grabación del álbum. El sencillo «Wayfaring Stranger» llegó al puesto siete de la lista Hot Country Singles de Billboard, mientras que «The Boxer», una versión del tema de Simon & Garfunkel, llegó al puesto 13. El álbum alcanzó la segunda posición en la lista de álbumes country tanto de Canadá como de los Estados Unidos.

## Lista de canciones
1. "Roses in the Snow" (Ruth Franks) – 2:32
2. "The Wayfaring Stranger" (Tradicional/arr. Brian Ahern) – 3:26
3. "Green Pastures" (Tradicional/arr. Brian Ahern) – 3:08
4. "The Boxer" (Paul Simon) – 3:16
5. "Darkest Hour is Just Before Dawn" (Ralph Stanley) – 3:22
6. "I'll Go Stepping Too" (Tom James/Jerry Organ) – 2:16
7. "You're Learning" (Ira Louvin/Charlie Louvin) – 2:57
8. "Jordan" (Tradicional/arr. Brian Ahern) – 2:07
9. "Miss the Mississippi and You" (Bill Halley) – 3:40
10. "Gold Watch and Chain" (A.P. Carter) – 3:12

Temas extra (reedición de 2002)
1. "You're Gonna Change" (Hank Williams) – 2:40
2. "Root Like a Rose" (Nancy Ahern) – 4:45

## Personal
- Emmylou Harris: voz y guitarra acústica.
- Brian Ahern: guitarra de doce cuerdas, bajo, percusión.
- Johnny Cash: coros.
- Jerry Douglas: dobro.
- Emory Gordy, Jr.: bajo.
- Albert Lee: guitarra eléctrica y mandolina.
- Willie Nelson: guitarra acústica.
- Dolly Parton: coros.
- Tony Rice: guitarra acústica y coros.
- Linda Ronstadt: voz y coros.
- Ricky Skaggs: guitarra acústica, banjo, violín, mandolina y coros.
- John Ware: percusión.
- Buck White: piano y coros.
- Cheryl White: coros.
- Sharon White: coros.

## Posición en listas
| País           | Lista              | Posición |
| -------------- | ------------------ | -------- |
| Estados Unidos | Billboard 200      | 26       |
| Estados Unidos | Country Albums     | 2        |
| Países Bajos   | Dutch Albums Chart | 47       |

| Sencillo             | País           | Lista           | Posición |
| -------------------- | -------------- | --------------- | -------- |
| «Wayfaring Stranger» | Estados Unidos | Country Singles | 7        |
| «The Boxer»          | Estados Unidos | Country Singles | 13       |